# Jardines de Murillo (métro de Séville)
Jardines de Murillo est une future station de la ligne 3 du métro de Séville. Elle sera située sous l'avenue Menéndez-Pelayo, dans le district de Casco Antiguo, à Séville.

## Situation sur le réseau
Établie en souterrain, Jardines de Murillo sera une station de passage de la ligne 3 du métro de Séville. Elle sera située après Puerta Carmona, en direction du terminus nord de Pino Montano Norte, et avant Prado de San Sebastián, en direction du terminus sud de Hospital de Valme.

## Histoire
L'emplacement de la station est présenté au public le 13 janvier 2022, lors du dévoilement du projet définitif du tronçon nord de la ligne 3.

## À proximité
La station desservira les jardins de Murillo et la promenade de Catalina de Ribera, ainsi que la députation provinciale de Séville.